# Гомес Родригес, Алехандро
Алехандро Хесус Гомес Родригес (исп. Alejandro Jesús Gomes Rodríguez; родился 11 марта 2008, Каракас, Венесуэла) — английский и венесуэльский футболист, нападающий французского клуба «Олимпик Лион».

## Клубная карьера
Воспитанник английских команд «Истли» и «Саутгемптон», в июле 2024 года присоединился к французскому клубу «Олимпик Лион» и подписал свой первый профессиональный контракт до 30 июня 2027 года. 10 апреля 2025 года впервые попал в заявку основной команды «Лиона» на матч плей-офф Лиги Европы против «Манчестер Юнайтед», однако на поле не появился. 4 мая 2025 года дебютировал в чемпионате Франции, выйдя на замену в матче против «Ланса».

## Карьера в сборной
Выступал за сборные Англии до 15, до 16, до 17, до 18 лет, а также за сборную Португалии до 15 лет и за сборную Венесуэлы до 17 лет.